# Harold Brown (politikus)
Harold Brown (New York, 1927. szeptember 19. – Rancho Santa Fe, Kalifornia, 2019. január 4.) amerikai fizikus, politikus, védelmi miniszter (1977–1981).

## Élete
Harold Brown gyerekkorában hamar kitűnt kiváló matematikai és fizikai tudásával és a Bronx High School-ban már 15 évesen leérettségizett. A Columbia Egyetemen folytatta tanulmányait, ahol 17 évesen az alapképzésben szerzett diplomát, majd 1949-ben 21 évesen PhD fokozatot szerzett fizikából.
1960–1961-ben a Lawrence Livermore National Laboratory, 1969 és 1977 között a California Institute of Technology igazgatója volt.
1969-ben az American Academy of Arts and Sciences, majd 1977-ben a National Academy of Sciences (Amerikai Tudományos Akadémia) tagja lett.
Lyndon B. Johnson és Richard Nixon elnöksége alatt védelmi miniszter helyettes, valamint az Amerikai Egyesült Államok Légierejének államtitkára volt.
1977. január 21. és 1981. január 20. között, Jimmy Carter elnöksége idején védelmi miniszter volt.